# 京都市役所前站

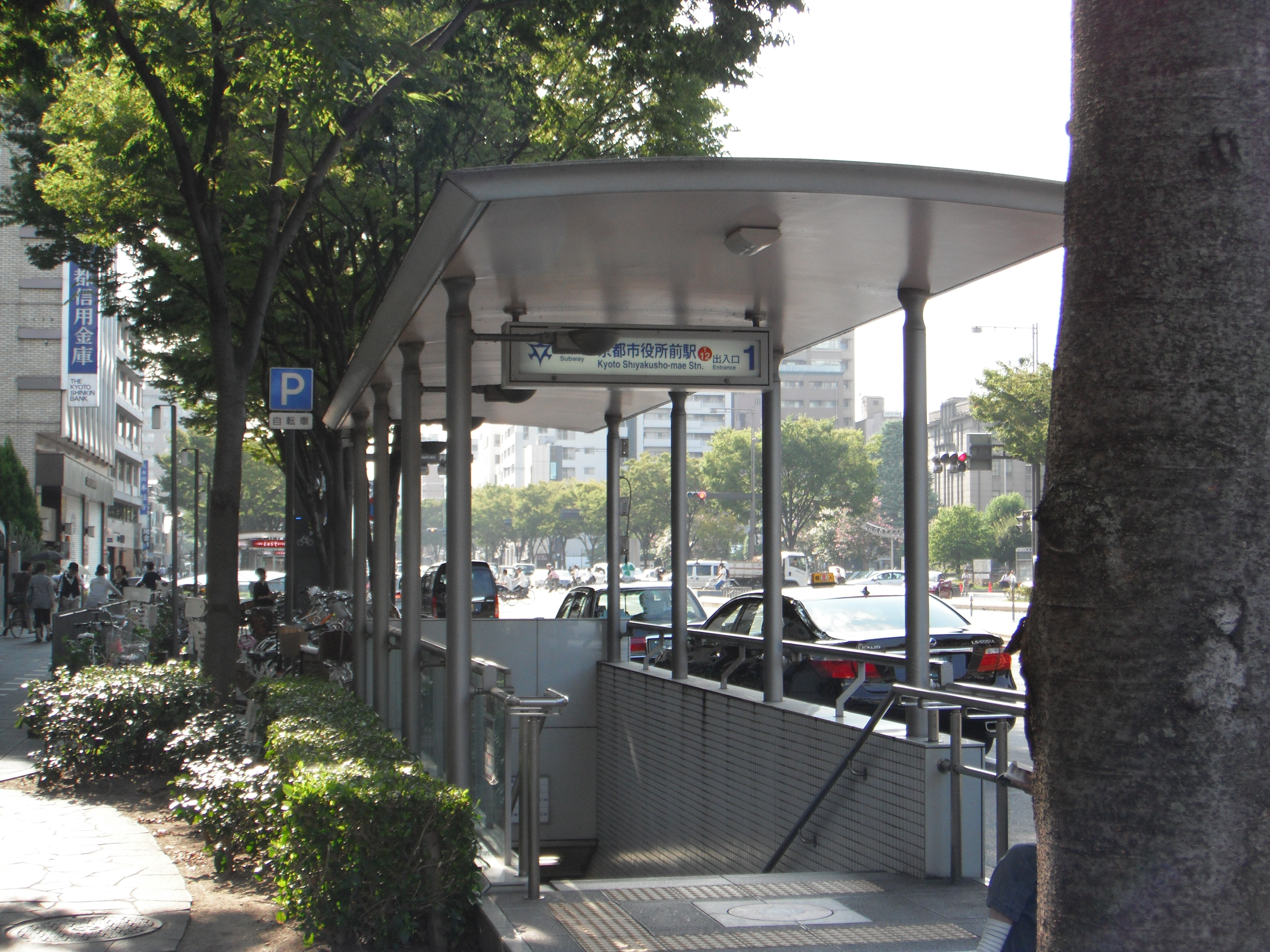
1號出入口(2011年8月)

京都市役所前站（日语：／ Kyōto-shiyakusho-mae eki */?）是位於日本京都府京都市中京區，屬於京都市營地下鐵東西線的鐵路車站。車站編號是T12。東西線車站全部皆有制定車站顏色，而此站顏色是韓紅花。本站位於河原町御池交差點正下方，路線延伸至六地藏站前後站名牌以「河原町御池」顯示。

## 車站構造

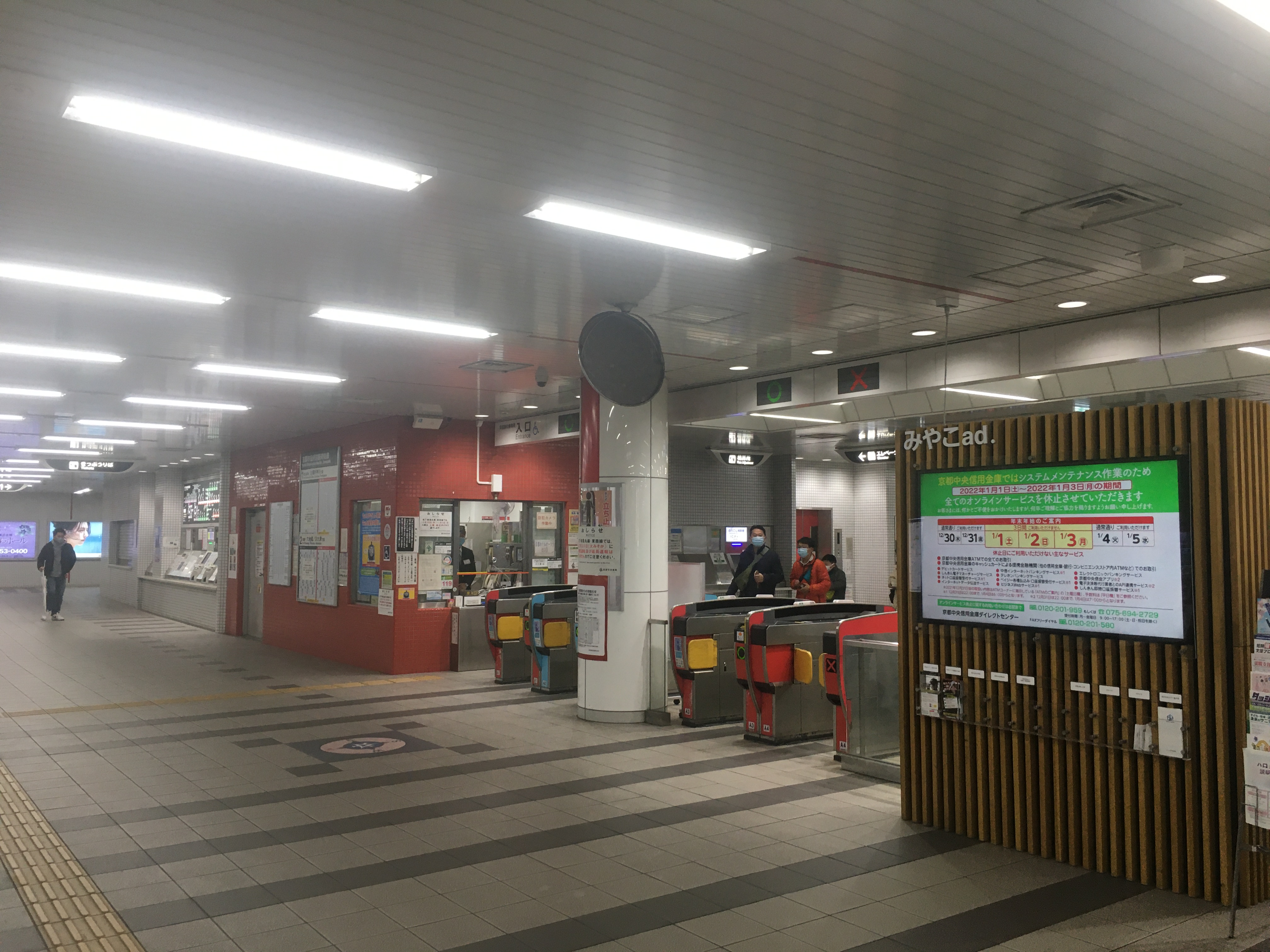
驗票口（2021年12月）

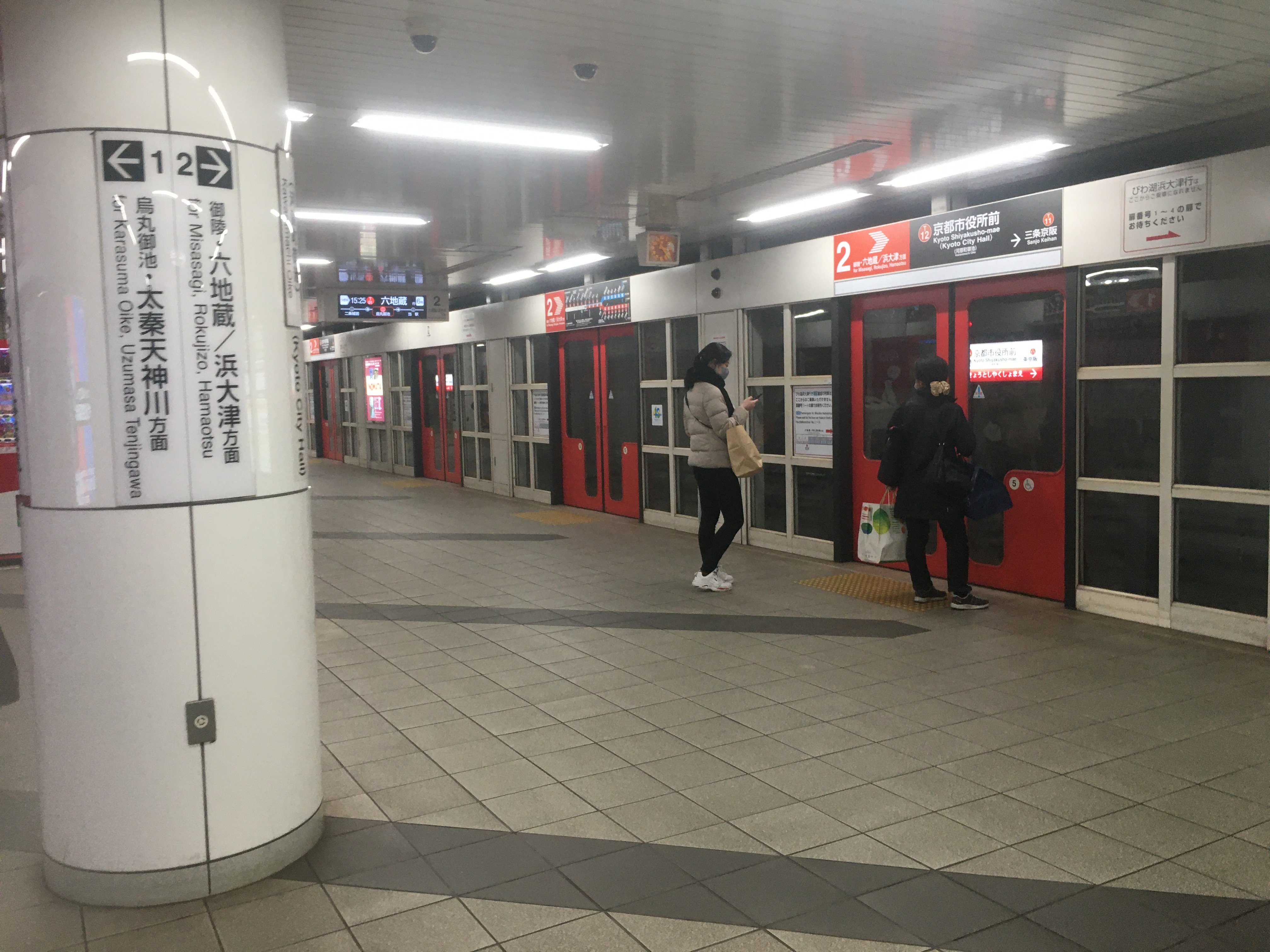
月台（2021年12月）

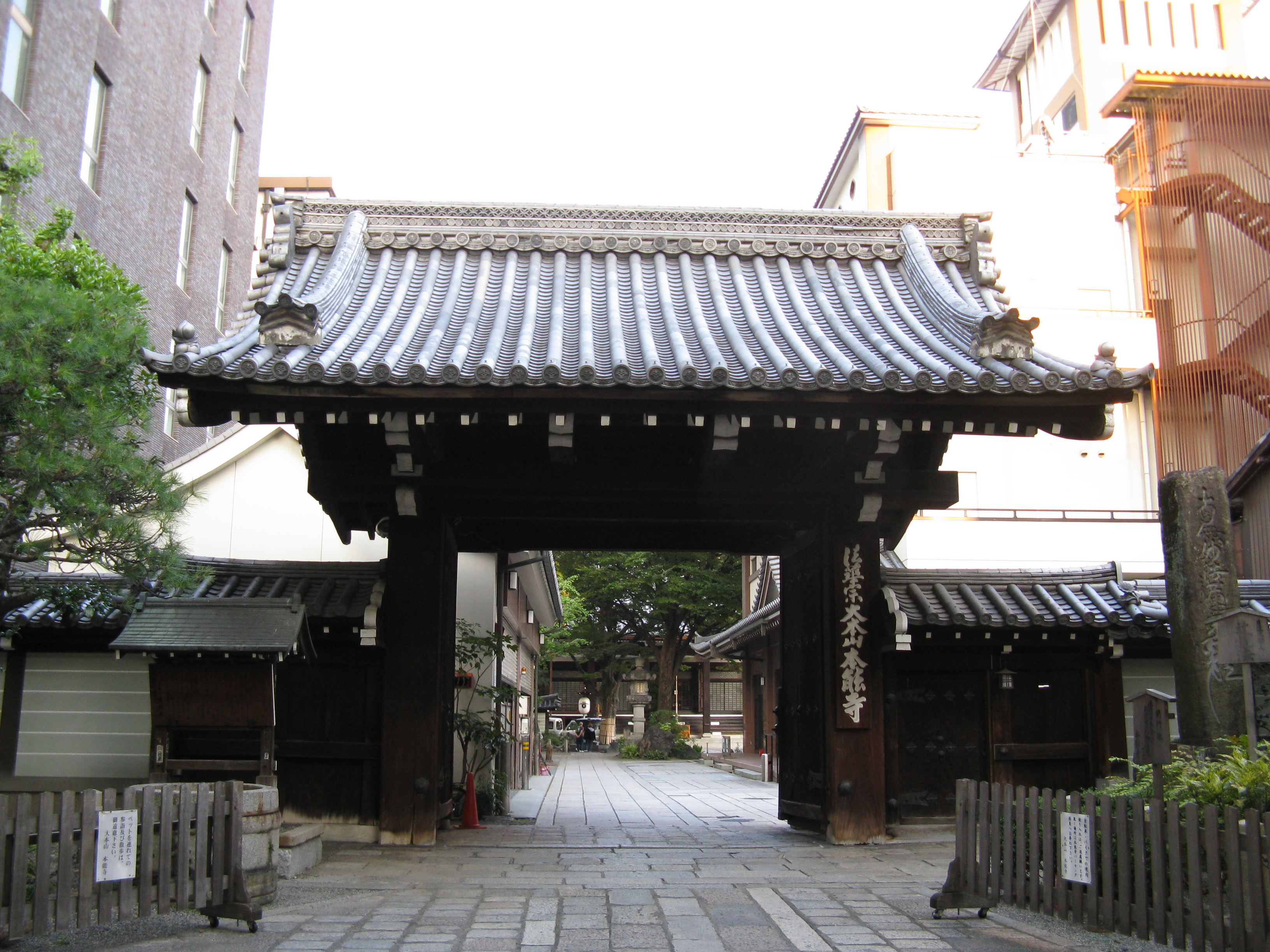
重建後的本能寺位於此站附近

本站為島式月台1面2線的地底車站，站內只設置一處閘口。

### 月台配置
| 月台 | 路線   | 方向 | 目的地                                             |
| ---- | ------ | ---- | -------------------------------------------------- |
| 1    | 東西線 | 下行 | 烏丸御池、太秦天神川方向                           |
| 2    | 東西線 | 上行 | 御陵、山科、六地藏／琵琶湖濱大津方向（京阪京津線） |

## 利用狀況
2016年（平成28年）度的1日平均上下車人次為27,075人。
近年的1日平均上下、上車人次推移如下表。
| 年度               | 1日平均 上下車人次 | 1日平均 上車人次 |
| ------------------ | ------------------ | ---------------- |
| 1998年（平成10年） |                    | 9,135            |
| 1999年（平成11年） | 19,017             | 9,385            |
| 2000年（平成12年） | 19,531             | 9,643            |
| 2001年（平成13年） | 20,499             | 10,101           |
| 2002年（平成14年） | 21,052             | 10,356           |
| 2003年（平成15年） | 21,291             | 10,456           |
| 2004年（平成16年） | 21,317             | 10,497           |
| 2005年（平成17年） | 21,685             | 10,500           |
| 2006年（平成18年） | 21,217             | 10,419           |
| 2007年（平成19年） | 20,941             | 10,440           |
| 2008年（平成20年） | 22,409             | 11,033           |
| 2009年（平成21年） | 22,055             | 10,752           |
| 2010年（平成22年） | 21,951             | 10,686           |
| 2011年（平成23年） | 22,088             | 10,752           |
| 2012年（平成24年） | 23,042             | 11,216           |
| 2013年（平成25年） | 23,707             | 11,541           |
| 2014年（平成26年） | 24,912             | 12,126           |
| 2015年（平成27年） | 26,282             | 12,795           |
| 2016年（平成28年） | 27,075             | 13,181           |

## 相鄰車站
京都市交通局（京都市營地下鐵）
 東西線
三條京阪（T11）－京都市役所前（T12）－烏丸御池（T13）

## 外部連結
- 京都市役所前站 （页面存档备份，存于） - 京都市交通局